# Jardin de la Malmaison
Jardin de la Malmaison (abreviado Jard. Malmaison) es un libro con descripciones botánicas que fue escrito por el botánico, pteridólogo, y micólogo francés Étienne Pierre Ventenat. Las excelentes ilustraciones las realizó Pierre-Joseph Redouté (1759-1840). Jardín de La Malmaison respondía al pedido de Joséphine de Beauharnais (1763-1814) que deseaba inmortalizar las plantes raras, aún desconocidas por los botánicos, traídas de todas las regiones del mundo, y que había ordenado plantar en los jardines e invernáculos del Castillo de Malmaison (Altos del Sena). Así encarga al mejor ilustrador de la época; Redouté, y confía a Ventenat la parte botánica. La obra cuenta con veinte fascículos.